# Rhyacophila sauwana
Rhyacophila sauwana är en nattsländeart som beskrevs av Malicky 1995. Rhyacophila sauwana ingår i släktet Rhyacophila och familjen rovnattsländor. Inga underarter finns listade i Catalogue of Life.